# 大西颯季
大西 颯季（おおにし さつき、1994年5月12日 - ）は、女優、モデルかつ日本のアイドルであり、アイドルグループ「w2w」リーダー、「Go!Go!ぱわふる学園」メンバー。愛称は、ちっち。adesso所属。

## 出演

### 映画
- 『メンゲキ』（天下一品40周年記念映画）
- 『少女と女』

### テレビ
- 『人生が変わる1分間の深イイ話』（日本テレビ放送網）
- 『東京カワイイTV』（NHK総合テレビジョン）
- 『バナナマンのテイテン』（NOTTV）
- 『Go!Go!ぱわふる学園』（Akiba.TV）

### 広告
- 代々木ゼミナール「Y-SAPIX」（2011年・2012年：2年連続）
- アニソングランプリ
- 飛鳥資料館

### マスコミ媒体
- 『CM NOW』 No.150、No.156（玄光社）
- CM NOW特別企画「CM少女U-19　SELECTION-2011-」
- スター名鑑「BEAUTIES 2012 U-17編」
- 『BOMB』 2012年6月号「春の胸キュン美少女」（学研パブリッシング）